# Hideo Sekigawa
Hideo Sekigawa (関川秀雄, Sekigawa Hideo), né sur l'île de Sadogashima à Sawada-cho (localité désormais rattachée à la ville de Sado) dans la préfecture de Niigata au Japon, le 1er décembre 1908 et mort le 16 décembre 1977 à Tokyo, est un réalisateur japonais.

## Biographie
Hideo Sekigawa entre aux studios P.C.L. (Photo Chemical Laboratories), ancêtre de la Tōhō, en 1936, en tant qu'assistant réalisateur. Il tourne surtout des documentaires dont Grandes ailes (Oinaru tsubasa) en 1944. En 1946, il collabore avec Akira Kurosawa et Kajirō Yamamoto à la réalisation de Ceux qui bâtissent l'avenir (Asu o tsukuru hitobito), film commandité par les organisations syndicales. Suspecté d'opinions communistes, il est écarté de la Tōhō en 1948 et contraint de travailler en indépendant.
Aux côtés de Tadashi Imai et Satsuo Yamamoto, il apparaît comme un cinéaste radicalement engagé à gauche. Au début des années 1950, il tourne de nombreux films aux connotations socio-politiques, parfois critique à l'égard des autorités américaines. En 1952, La Vie d'un travailleur du rail, un documentaire de 26 minutes, remporte le deuxième prix du court-métrage d'actualité à la Mostra de Venise 1952. Son film le plus connu demeure Hiroshima, sorti en 1953. Le cinéaste français Alain Resnais insérera quelques extraits de celui-ci dans son propre film Hiroshima mon amour (1959). Les deux films seront d'ailleurs interprétés par Eiji Okada.
Hideo Sekigawa est l'auteur d'une cinquantaine de films entre 1946 et 1969.

## Filmographie partielle

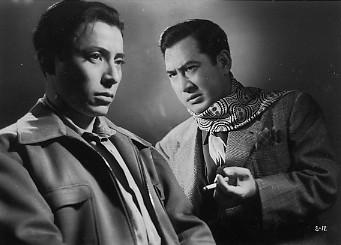
Kōkichi Takada et Utaemon Ichikawa dans Senritsu (1950).

- 1946 : Ceux qui bâtissent l'avenir (明日を創る人々, Asu o tsukuru hitobito?) coréalisé avec Akira Kurosawa et Kajirō Yamamoto
- 1947 : Daini no jinsei (第二の人生?)
- 1947 : Vingt-quatre heures sous terre (地下街二十四時間, Chikagai nijuyojikan?) coréalisé avec Kiyoshi Kusuda et Tadashi Imai
- 1950 : Senritsu (戦慄?)
- 1950 : Écoutez les grondements de l'océan (日本戦歿学生の手記 きけ、わだつみの声, Nihon senbotsu gakusei shuki: Kike wadatsumi no koe?)
- 1950 : Senka o koete (戦火を越えて?)
- 1950 : Gunkan sudeni kemuri nashi (軍艦すでに煙なし?)
- 1951 : La Vie d'un travailleur du rail (鉄路に生きる, Tetsuro ni ikiru?) (court métrage documentaire)
- 1951 : Shinsetsu Ishikawa Goemon (真説石川五右衛門?)
- 1953 : Les Enfants métis (混血児, Konketsuji?)
- 1953 : Hiroshima (ひろしま?)
- 1954 : La Fête stupide (狂宴, Kyōen?)
- 1955 : Toranpetto shōnen (トランペット少年?)
- 1956 : Noguchi Hideyo no shōnen jidai (野口英世の少年時代?)
- 1956 : Seishun no oto (青春の音?)
- 1958 : Kisetsufū no kanatani (季節風の彼方に?)
- 1960 : Ōinaru tabiji (大いなる旅路?)
- 1960 : Ōinaru bakushin (大いなる驀進?)
- 1961 : Mōgan keibu to nazo no otoko (モーガン警部と謎の男?)
- 1961 : Ma vie est comme un incendie (わが生涯は火の如く, Wagu shogai wa hi no gotoko?)
- 1963 : Tōkyō antacchaburu: Dassō (東京アンタッチャブル 脱走?)
- 1965 : Le Proxénète (ひも, Himo?)
- 1965 : Dani (ダニ?)
- 1965 : Kamo (かも?)
- 1966 : Ichiman sanzennin no yōgisha (一万三千人の容疑者?)
- 1969 : Chō kōsō no akebono (超高層のあけぼの?)

## Distinctions
En 1952, La Vie d'un travailleur du rail remporte le deuxième prix du court-métrage d'actualité à la Mostra de Venise 1952